# Mont-Laurent
Mont-Laurent és un municipi francès situat al departament de les Ardenes i a la regió del Gran Est. L'any 2007 tenia 71 habitants.

## Demografia

### Població
El 2007 la població de fet de Mont-Laurent era de 71 persones. Hi havia 28 famílies de les quals 8 eren unipersonals (4 homes vivint sols i 4 dones vivint soles), 8 parelles sense fills i 12 parelles amb fills.
La població ha evolucionat segons el següent gràfic:
Habitants censats

### Habitatges
El 2007 hi havia 33 habitatges, 28 eren l'habitatge principal de la família i 5 estaven desocupats. 32 eren cases i 1 era un apartament. Dels 28 habitatges principals, 22 estaven ocupats pels seus propietaris i 6 estaven llogats i ocupats pels llogaters; 1 tenia una cambra, 3 en tenien tres, 3 en tenien quatre i 21 en tenien cinc o més. 20 habitatges disposaven pel capbaix d'una plaça de pàrquing. A 14 habitatges hi havia un automòbil i a 11 n'hi havia dos o més.

### Piràmide de població
La piràmide de població per edats i sexe el 2009 era:
| Homes | Edats   | Dones |
| ----- | ------- | ----- |
| 0     | 95 o +  | 0     |
| 0     | 90 a 94 | 0     |
| 0     | 85 a 89 | 0     |
| 0     | 80 a 84 | 4     |
| 0     | 75 a 79 | 0     |
| 0     | 70 a 74 | 0     |
| 4     | 65 a 69 | 4     |
| 4     | 60 a 64 | 0     |
| 4     | 55 a 59 | 4     |
| 0     | 50 a 54 | 0     |
| 0     | 45 a 49 | 4     |
| 8     | 40 a 44 | 0     |
| 0     | 35 a 39 | 4     |
| 4     | 30 a 34 | 4     |
| 0     | 25 a 29 | 0     |
| 4     | 20 a 24 | 0     |
| 4     | 15 a 19 | 0     |
| 4     | 10 a 14 | 0     |
| 8     | 5 a 9   | 4     |
| 0     | 0 a 4   | 4     |

## Economia
El 2007 la població en edat de treballar era de 44 persones, 30 eren actives i 14 eren inactives. De les 30 persones actives 25 estaven ocupades (15 homes i 10 dones) i 5 estaven aturades (2 homes i 3 dones). De les 14 persones inactives 7 estaven jubilades, 3 estaven estudiant i 4 estaven classificades com a «altres inactius».
Activitats econòmiques
L'any 2000 a Mont-Laurent hi havia 9 explotacions agrícoles.

## Poblacions properes
El següent diagrama mostra les poblacions més properes.